# Tempur Sealy International
Tempur Sealy International, Inc. (NYSE: TPX) er en amerikansk producent af madrasser og senge. Virksomheden blev etableret i 2012, da Tempur-Pedic International overtog Sealy Corporation. Tempur har hovedkvarter i Lexington, Kentucky. De har 12.000 ansatte. Datterselskaber inkluderer Sealy Corporation, Tempur-Pedic og Dreams.